# Haras El-Hodood SC
Der Haras El Hodood Sporting Club (arabisch نادي حرس الحدود الرياضي, DMG Nādī Ḥaras al-Ḥudūd ar-riyāḍī ‚Sportklub der Grenzwache‘) ist ein ägyptischer Sportverein mit Sitz in El Max, Alexandria. Er ist am besten für seine professionelle Fußballmannschaft bekannt, die in der ägyptischen Premier League, der obersten Spielklasse des ägyptischen Fußballliga-Systems, spielt.

## Geschichte
Der Club wurde 1932 unter dem Namen El Sawahel Social Sporting Club gegründet, bevor er am 16. Juli 1974 in seinen heutigen Namen umbenannt wurde. Der Verein konnte zweimal den ägyptischen Pokal gewinnen (2009 und 2010). Zwischen 2006 und 2011 nahm der Klub fünfmal am CAF Confederation Cup teil.

## Erfolge
- Ägyptischer Pokalsieger: 2009, 2010